# Kenny Cunningham
Kenny Cunningham (sinh ngày 7 tháng 6 năm 1985) là một cầu thủ bóng đá người Costa Rica.

## Đội tuyển bóng đá quốc gia Costa Rica
Kenny Cunningham thi đấu cho đội tuyển bóng đá quốc gia Costa Rica từ năm 2011 đến 2013.

## Thống kê sự nghiệp
| Đội tuyển bóng đá Costa Rica | Đội tuyển bóng đá Costa Rica | Đội tuyển bóng đá Costa Rica |
| Năm                          | Trận                         | Bàn                          |
| ---------------------------- | ---------------------------- | ---------------------------- |
| 2011                         | 2                            | 1                            |
| 2012                         | 1                            | 0                            |
| 2013                         | 8                            | 0                            |
| 2014                         | 2                            | 0                            |
| Tổng cộng                    | 13                           | 1                            |